# Weserburg Museum für moderne Kunst

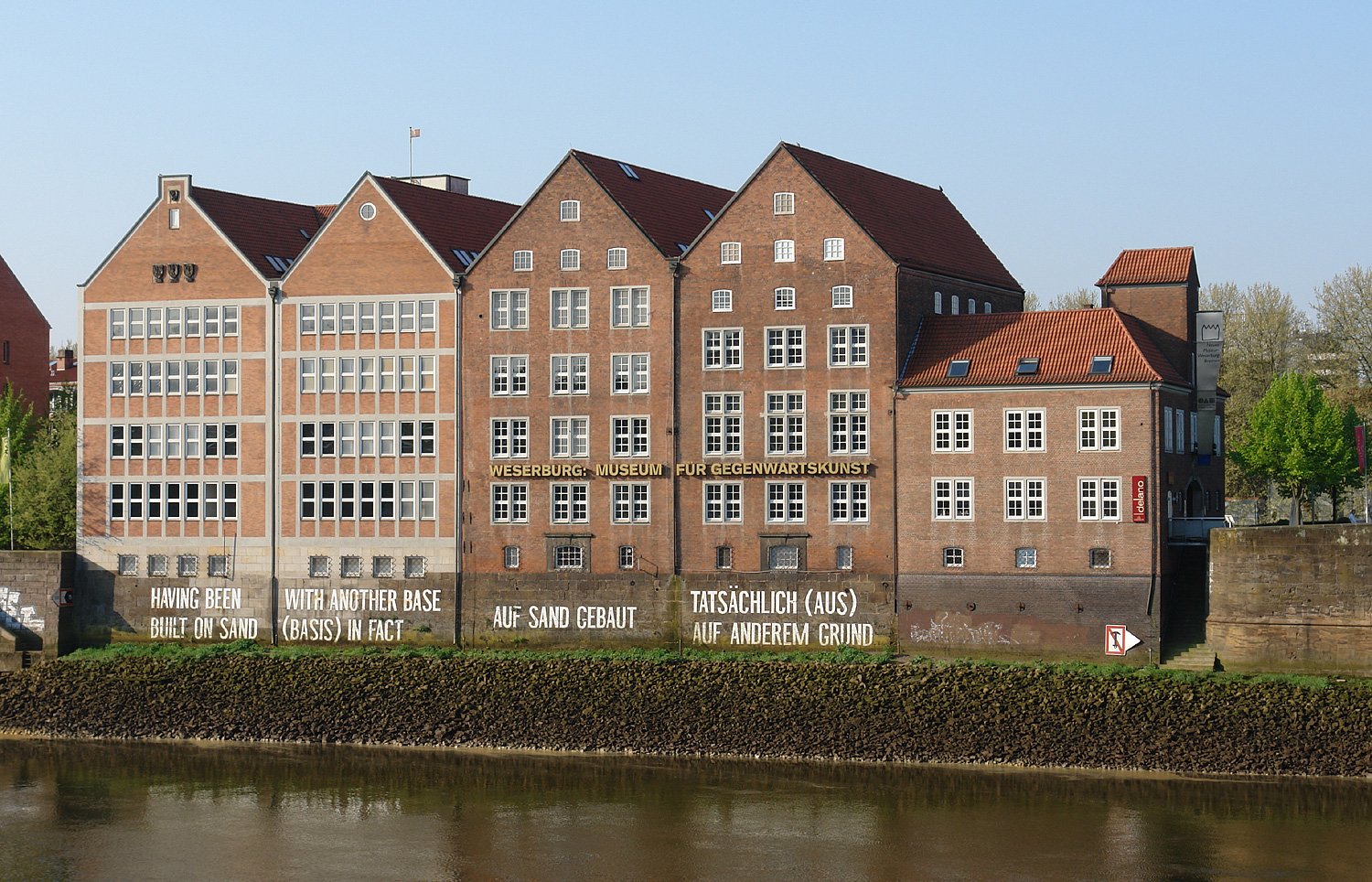
Weserburg – Museum für moderne Kunst – Nordostfassade (2009)

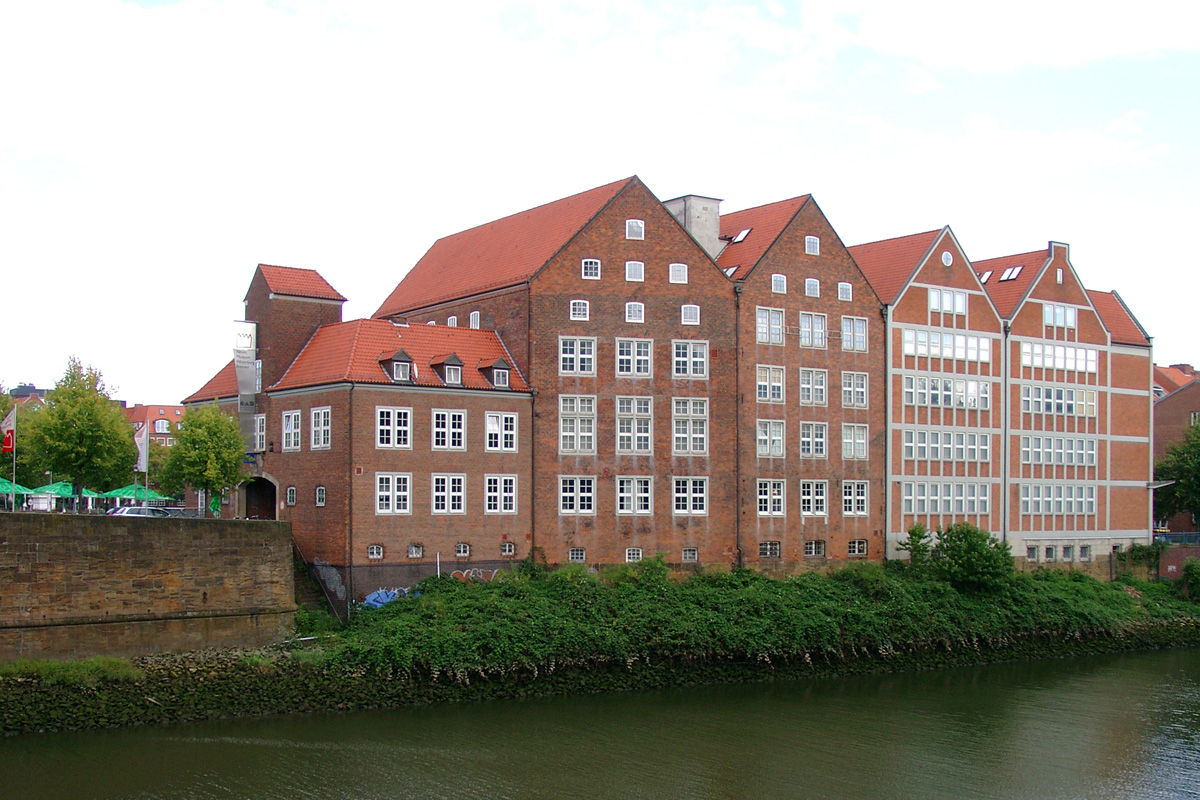
Weserburg – Museum für moderne Kunst – Südwestfassade (2005)

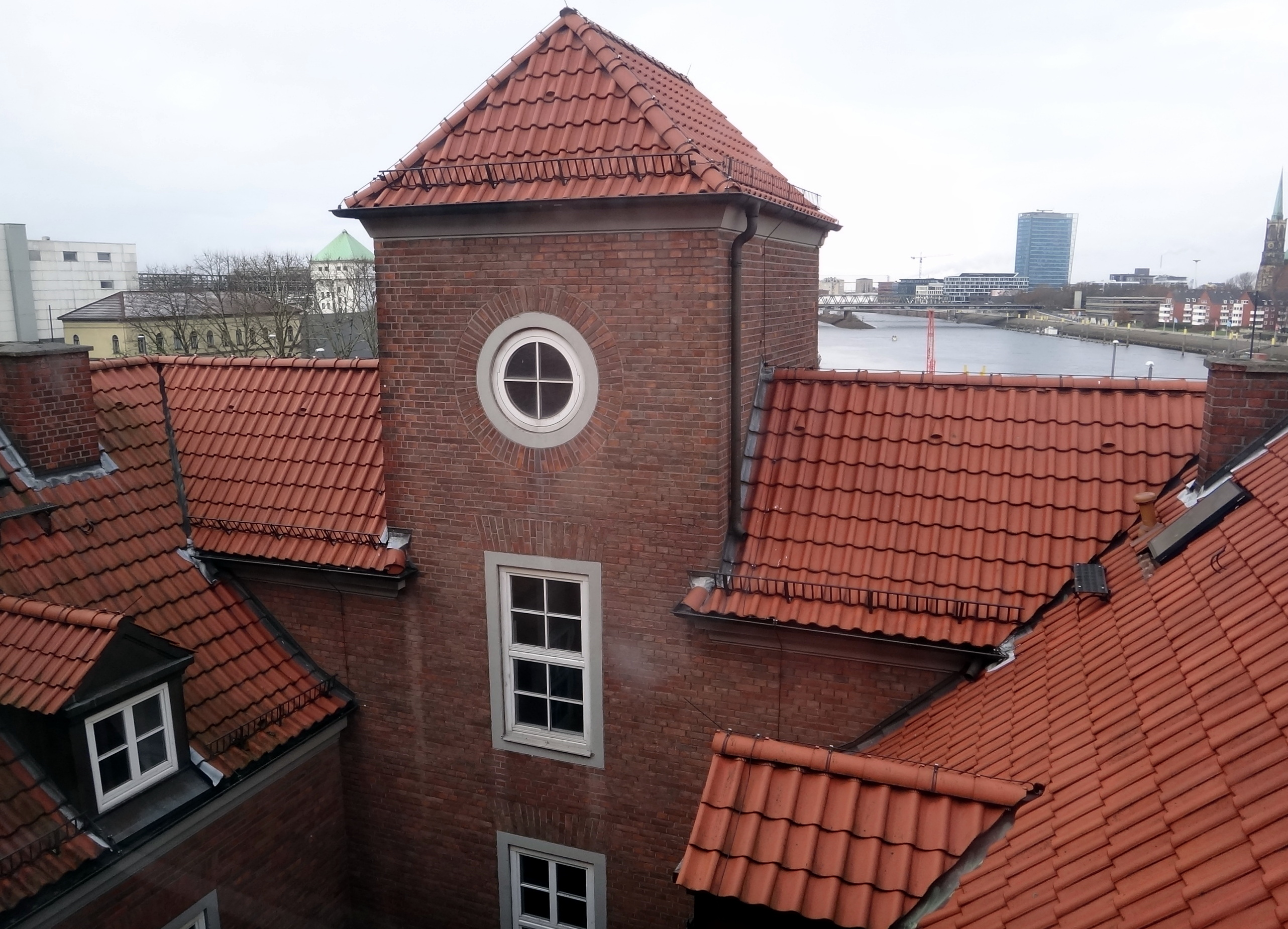
Weserburg – Detail (2013)

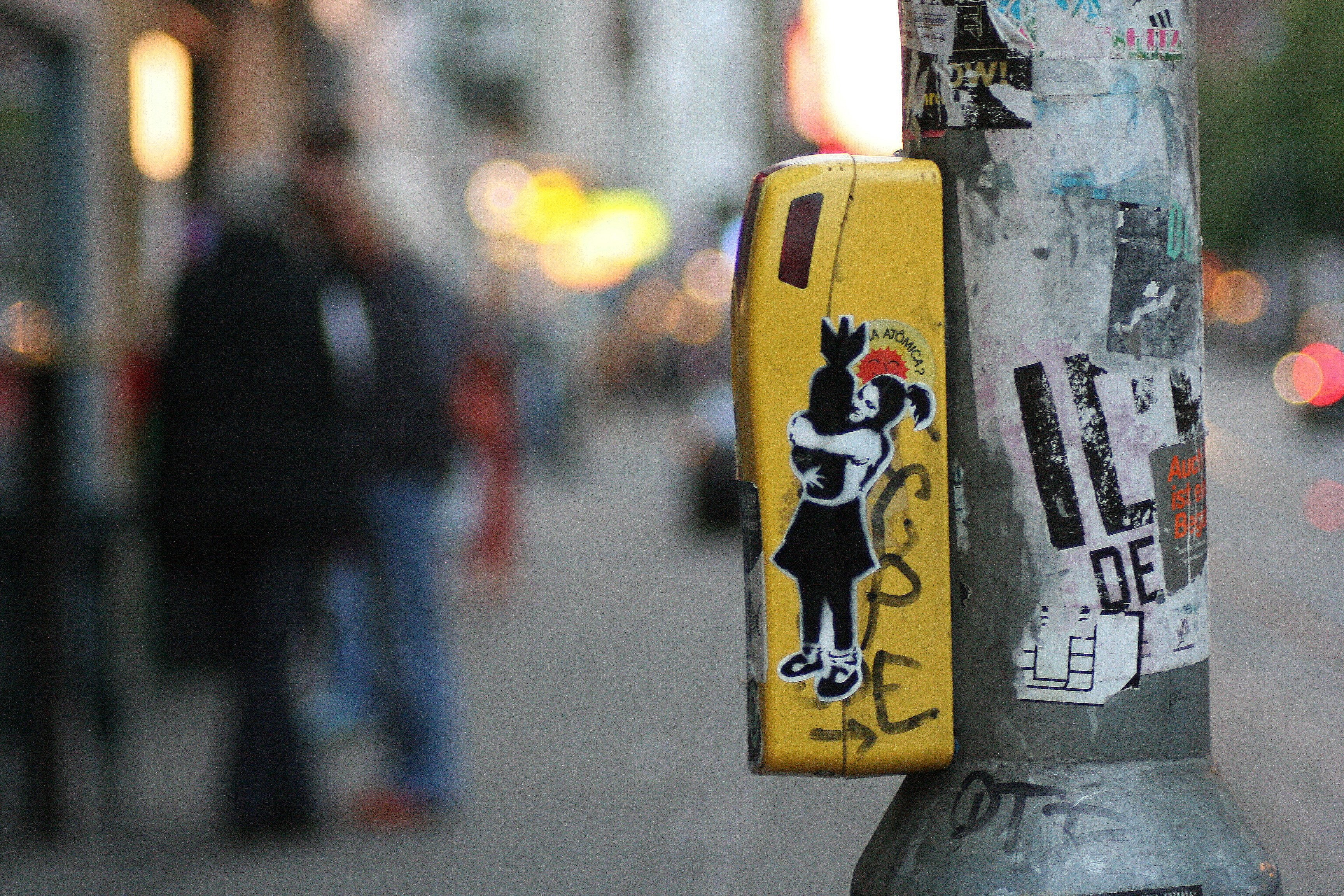
Sticker der Urban-Art-Ausstellung (Sammlung Reinking), aus dem Jahr 2009, an einer Ampel in Bremen.

Die Weserburg, Bremens Museum für moderne Kunst, ist ein Museum für zeitgenössische Kunst in Deutschland. Sie befindet sich in vier ehemaligen Speichergebäuden auf dem Teerhof Nr. 20 am Westende des Stadtwerders in Bremen.

## Geschichte
Weserburg wurde der wehrhaft wirkende, einem mittelalterlichen Stadttor nachempfundene Kopfbau des Teerhofs an der damaligen Kaiserbrücke genannt. 1897/98 ließ die Zigarrenfabrik Ad. Hagens & Co. ein im Volksmund bald Weserburg genanntes Kontorhaus als Unternehmenssitz errichten. Architekt war Johannes Rippe, seit 1876 als Baudirektor der Leiter der Bremer Bauverwaltung. Rippe bevorzugte den Architekturstil Neugotik.
Die Weserburg war mit vier giebelständigen Speichergebäuden verbunden. Die Weserfront entsprach den dort typischen Gebäuden. Das Ensemble gehörte von den 1920er Jahren  bis 1973 der Kaffeerösterei Schilling. Es wurde als einziges Bauwerk der Halbinsel nach dem Zweiten Weltkrieg wieder aufgebaut; es wurde zunächst gewerblich und später kulturell genutzt.
Die Gründung des Museums entstammte einer Idee, die sich aus einer 1982 gezeigten Ausstellung in der Gesellschaft für Aktuelle Kunst entwickelte, die sich ebenfalls im Gebäude der Weserburg befindet. Als der Sammler Onnasch dort die Werke des Künstlers Edvard Kienholz ausstellte (Edvard Kienholz. Roxy’s und andere Arbeiten aus der Sammlung Onnasch), kam der Gedanke eines Sammlermuseums auf. Aus der Weserburg sollte ein Museum für zeitgenössische Kunst werden, in dem  mehrere bedeutende Kunstsammler ihre Bestände (oder Teile davon) auszustellen bereit wären. 1989 wurde Thomas Deecke zum Gründungsdirektor berufen und beauftragt, diese Idee zu realisieren. Innerhalb kurzer Zeit gelang es ihm, rund zehn Sammler zu bewegen, ihre Bestände in der Weserburg zu präsentieren.
Bis 1991 wurden die vier Speichergebäude auf dem Teerhof nach Plänen der Architekten Wolfram Dahms und Frank Sieber umgebaut. Mit wenigen Deckendurchbrüchen und unter Ausnutzung des Dachraums entstand eine spannungsvolle Raumdisposition mit 6000 m² Ausstellungsfläche, ein idealer  Speicher für Sammler von Gegenwartskunst.
Die Weserburg ist durch ihre Lage an der Weser und ihren Zugang über die Brücke ein markanter Teil des Bremer Stadtbildes.
Die Eröffnung der Weserburg, damals noch unter dem Namen Neues Museum Weserburg Bremen (NMWB), erfolgte am 6. September 1991. Es werden hier Werke diverser internationaler Kunstrichtungen seit den 1940er Jahren präsentiert.
Carl Haenlein, Direktor der Kestnergesellschaft in Hannover, äußerte 1993:
„Es hat sich gezeigt, daß zeitgenössische Werke in den Bahnhofs- und Markthallen des 19. Jahrhunderts vorzüglich präsentiert werden können, …Die Landnahme, die die Künste in den Hallen der ingeniösen Konstrukteure vollzogen, ist um so bemerkenswerter, als mit ihr immer die Konservierung wertvoller urbaner Architektur verbunden war…“
Die Skulptur Three Triangles (1993/1994) auf der nahen Bürgermeister-Smidt-Brücke, auch Outdoor Piece for Bremen genannt,  stammt vom amerikanischen Künstler Sol LeWitt und soll in seiner Form auf das Museum verweisen.
In der Adventszeit 2019 erprobte die Weserburg (angeblich als erstes Museum im deutschsprachigen Raum) ein neues Eintrittspreismodell: Statt eines Einheitspreises von 9 Euro mussten die Gäste nur 1 Euro pro 10 Minuten zahlen, wobei der Preis bei 9 Euro gedeckelt war. Während der Testphase stieg die Besucherzahl deutlich, während die Einnahmen ungefähr stabil blieben.

## Konzept
Im Museum kann man nicht nur die Werke von Künstlern der Gegenwart, sondern zugleich ein nicht alltägliches Museumskonzept erleben. Erstmals in Europa wurde in Bremen die Idee eines Sammlermuseums nach dem Prinzip der Public Private Partnership zwischen der Stadt Bremen und den Sammlern umgesetzt. Aus mehreren bedeutenden europäischen Sammlungen wurden Schwerpunkte ausgewählt, die einen eindrucksvollen Einblick in die Kunst der unmittelbaren Gegenwart und jungen Vergangenheit geben. Die individuelle Kunstleidenschaft des Privatsammlers und der kunsthistorische Blick des Museums verbinden sich in der lebendigen Atmosphäre des Hauses. Jede der Sammlungen bewahrt ihren spezifischen Charakter, der nicht nur in der Wahl der Künstler und bildnerischen Vorstellungen, sondern auch in der Präsentation sichtbar wird.
Das Weserburg Museum konzipiert jährlich mehrere Ausstellungen. Die ständigen Sammlungen werden auf diese Weise in den Zusammenhang neuester Entwicklungen in der Kunst gestellt. Viele der Ausstellungen, die in der Weserburg konzipiert werden, gehen anschließend auf Tournee an weitere renommierte Ausstellungsorte, in Europa, bis nach Fernost oder Südamerika.
1999 erfolgte der Ankauf des Archive for Small Press & Communication (ASPC). Gleichzeitig wurde das Studienzentrum für Künstlerpublikationen gegründet, das neben dem ASPC weitere Archivbestände umfasst. Es betreut den größten internationalen Bestand an Künstlerpublikationen in Europa: Künstlerbücher, Multiples, Schallplatten und Plakate aller künstlerischen Strömungen seit den 60er Jahren, von Fluxus bis hin zur Computer-Kunst oder Mail Art und Stamp Art. Die Sammlung vermittelt ein globales Bild, sowohl der anerkannten als auch der alternativen Kunstszene – von Joseph Beuys bis Andy Warhol, von Roy Adzak bis Carlos Zerpa. Das Studienzentrum für Künstlerpublikationen wurde im Februar 2013 auf die 5. Rote Liste Kultur des Deutschen Kulturrates e. V. gesetzt und als gefährdet eingestuft (Kategorie 2).

## Forschungsverbund Künstlerpublikationen
Um die Sammlungen des Studienzentrums für Künstlerpublikationen wissenschaftlich zu erschließen, wurde der Forschungsverbund Künstlerpublikationen gegründet. Dieser wird getragen von der Universität Bremen, der Jacobs University Bremen, der Forschungsstelle Osteuropa, der Hochschule für Künste Bremen sowie dem Studienzentrum für Künstlerpublikationen mit Sitz im Weserburg Museum.

## Geburt der Kunstbetriebskunst 1995 in der Weserburg
Das Sammlermuseum hat Ende 1994 die Ausstellung Goya des Museums für Moderne Kunst München eröffnet. Dies war die erste reale Ausstellung des imaginären Museums für Moderne Kunst München in Zusammenarbeit mit einem Museum. Peter Friese und Thomas Deecke hatten die Bedeutung des Kunstbetriebs und der sich hier anschließenden Kunstbetriebskunst erkannt. Dies war zugleich ein großer Erfolg des Museums, das damals noch Neues Museum Weserburg Bremen hieß. Die erste systematische Analyse des Kunstbetriebs und seiner Kunst ist in der künstlerischen Arbeit Kunst und Alltag (1981 bis 1988) des Künstlers und Autors Hans-Peter Porzner zu erkennen. Das entscheidende Wort Betriebssystem Kunst stammt indes von Thomas Wulffen. Es war Porzner, der mit seinem imaginären Museum für Moderne Kunst München und einer Fülle von Kunstvereins- und Museumsausstellungen zwischen 1995 und 2000 den Kunstbetrieb auf sich selbst im Sinne einer Dauer-Reflexion aufmerksam machte. Damit wurde weiterhin die Grenze zwischen Kunst und Philosophie überschritten. Die Kunstbetriebskunst ist insofern mehr als die Konzeptkunst. In der Folge kam es auch in der Weserburg zu einer Reihe von Ausstellungen zum Thema Kunstbetrieb und Institutionenkritik. Hier ist besonders die von Thomas Deecke kuratierte Ausstellung Originale echt/falsch. Nachahmung, Kopie, Zitat, Aneignung, Fälschung in der Gegenwartskunst in der Weserburg (1999) zu nennen. Viele Ausstellungen von Thomas Deecke und Peter Friese verstehen sich als Beiträge zur Analyse der Kunstbetriebskunst. Nach 2000 wird das Programm gezielt auf globale Szenen der Kunst ausgeweitet. Es zeigt sich indes, dass das Programm zunehmend selbst Teil des Kunstbetriebs geworden ist. Umbenennung des Museums von Neues Museum Weserburg Bremen in Weserburg Museum für moderne Kunst 2007. Sinnfällig ist die Ausstellung Peter Frieses 2014 Den Rücken für die Kunst verkauft. Hans-Peter Porzner, Thomas Wulffen, Peter Friese und Thomas Deecke waren hier jedoch nicht die einzigen, die an diesem Thema arbeiteten. Hier sind mit gleicher Intensität Andrea Fraser, Isabelle Graw, der Ausstellungsmacher und Theoretiker Helmut Draxler u. a. zu nennen.

## Finanzen
Das Museum wird als Public-Private-Partnership betrieben. Die Stadt Bremen zahlt einen jährlichen Festbetrag von derzeit 1,2 Millionen Euro (Stand 2010), die weiteren Mittel werden privat aufgebracht. Zur langfristigen finanziellen Absicherung, aber auch um das Museumskonzept als ein reines Sammlermuseum zu wahren, wurde 2010 beschlossen, die eigene Sammlung schrittweise aufzulösen. Aus der Bremer Sammlung Stiftung Ludwig-Roselius-Museum, die im Jahre 2005 der Weserburg geschenkt worden war, wurde im November 2010 Gerhard Richters Gemälde Matrosen (1966) versteigert und brachte einen Erlös von 8,4 Millionen Euro. Ein weiteres Gemälde (Luciano I von Franz Gertsch) erzielte 2011 in einer Auktion bei Sotheby’s mehr als 2 Millionen Euro. Ein anderes Konvolut von 51 Kunstwerken wurde von einem Förderer für einen siebenstelligen Betrag aus der Weserburg-Sammlung „herausgelöst“ und ging in den Bestand der Kunsthalle Bremen über.
Thomas Deecke, der Vorgänger von Carsten Ahrens, wandte sich in mehreren Briefen gegen diese Politik. 2013 trat Carsten Ahrens zurück. Die angespannte Lage spitzte sich unter Peter Friese noch einmal zu. Friese konnte 2015 die Zukunft des Museums mit der Stadt sichern.

## Leitung
- 1991–2005: Thomas Deecke, Gründungsdirektor sowie Museumsleiter
- 2005–2013: Carsten Ahrens
- 2013–2018: Peter Friese, geschäftsführender Direktor, ab 2015 Museumsdirektor
- seit 2018: Janneke de Vries, Museumsdirektorin[28]